# Kervansaraj
Kervansaraj (bulgariska: Кервансарай) är ett berg i Bulgarien. Det ligger i den östra delen av landet, 300 km öster om huvudstaden Sofia. Toppen på Kervansaraj är 634 meter över havet, eller 200 meter över den omgivande terrängen. Bredden vid basen är 8,2 km.
Terrängen runt Kervansaraj är kuperad åt sydost, men åt nordväst är den platt. Runt Kervansaraj är det ganska glesbefolkat, med 42 invånare per kvadratkilometer.. 
I omgivningarna runt Kervansaraj växer i huvudsak lövfällande lövskog.